# مضاد فيروسات (دواء)
مضادات الفيروسات هي فئة من الأدوية المستخدمة خصيصًا لعلاج العدوى الفيروسية. وشأنها شأن المضادات الحيوية المستخدمة في القضاء على البكتيريا، تستخدم الأدوية المضادة للفيروسات لعلاج فيروسات معينة بحسب نوعها. ولكنها تختلف عن معظم المضادات الحيوية في أنها لا تدمر مسبب المرض (Pathogen) المستهدف، وإنما بدلاً من ذلك تحول دون نموه من البداية.
والأدوية المضادة للفيروسات هي إحدى فئات الأدوية المضادة للميكروبات، وهي فئة كبيرة تضم أيضًا المضادات الحيوية والأدوية المضادة للفطريات والأدوية المضادة للطفيليات. وهذه الأدوية غير مضرة نسبيًا بالعائل، وبالتالي يمكن استخدامها في علاج العدوى. وينبغي في هذا الصدد التفرقة بين الدواء المضاد للفيروسات وقاتل الفيروسات (viricide) والذي لا يدخل تحت فئة الأدوية، وإنما يقوم بتدمير جزيئات الفيروس خارج الجسم.
من الجدير بالذكر أن معظم الأدوية المضادة للفيروسات المتاحة الآن روعي فيها أن تساعد في علاج مرض نقص المناعة البشرية المعروف بالاختصار HIV وفيروسات الهربس (المعروف عنها تسببها في ظهور تقرحات باردة والإصابة بفيروس الهربس التناسلي، ولكنها تتسبب في الحقيقة في الإصابة بمجموعة كبيرة من الأمراض) والالتهاب الكبدي الوبائي فيروس B وفيروس C والذين يتسببان في الإصابة بسرطان الكبد والأنفلونزا فيروس A و[[فيروس إنفلونزا ب|فيروس B]]. ولا يزال الباحثون في عمل دءوب من أجل توسيع نطاق الأدوية المضادة للفيروسات لتشمل عائلات أخرى من مسببات الأمراض.
إن الوصول إلى أدوية مضادة للفيروسات آمنة من حيث الاستخدام وفي الوقت نفسه فعالة ومؤثرة لمن الصعوبة بمكان، ذلك لأن الفيروسات تستخدم خلايا العائل لتتكاثر فيها. وبالتالي، يكون من الصعب أن يستهدف الدواء التأثير على الفيروس دون الإضرار بخلايا الكائن الحي العائل.
ظهرت الأدوية المضادة للفيروسات كنتاج للتوسع المعرفي الكبير في الدراسات الجزيئية والوراثية لوظائف الكائنات الحية ـ الأمر الذي أتاح للباحثين في مجال الطب الحيوي فرصة التعرف على التركيب البنيوي للفيروسات ووظائفها الحيوية. كما ساعدت هذه المعرفة أيضًا في تحقيق تقدم كبير في الأساليب المتعلقة بابتكار أدوية جديدة وفي تخفيف الضغط الواقع على مهنة الطب من أجل التعامل مع فيروس نقص المناعة البشرية المعروف بالاختصار HIV والذي يعتبر السبب وراء الإصابة بما يسمى وباء متلازمة نقص المناعة المكتسب (الإيدز).
إن جميع مضادات الميكروبات، بما في ذلك مضادات الفيروسات، قد تتعرض لما يعرف في مجال الطب باسم مقاومة الدواء، وذلك لأن مسببات المرض تتحور مع مرور الوقت، مما يقلل من استجابتها للعلاج. على سبيل المثال، أكدت دراسة حديثة نشرتها مجلة Nature Biotechnology على الاحتياج الشديد لزيادة المخزون الاحتياطي من الأوسيلتاميفير (تاميفلو)، بالإضافة إلى المزيد من الأدوية المضادة للفيروسات بما في ذلك الزاناميفير (ريلينزا)، وذلك بعد إجراء تقييم لمفعول هذه الأدوية في حالة تحور فيروس أنفلونزا الخنازير H1N1 'نورامينيداز أنفلونزا الخنازير' (NA) واكتسابه مقاومة ضد التاميفلو (His274Tyr) المنتشر حاليًا على نطاق واسع في سلالات H1N1 الموسمية.

## تاريخ الأدوية المضادة للفيروسات
بدايةً من منتصف القرن العشرين حتى آخره، تضمنت الممارسات والعلوم الطبية مجموعة من الأدوات الفعالة لمكافحة الفيروسات والميكروبات بدءًا من اللقاحات والمطهرات ووصولاً إلى المضادات الحيوية، ولكن لم تكن هناك أية أدوية لعلاج العدوى الفيروسية. وعلى الرغم من أن اللقاحات قد أثبتت فعاليتها في الوقاية من العديد من الأمراض الفيروسية، فإنها لم تتمكن ولو لمرة واحدة من القضاء على أية عدوى فيروسية. وقبل ظهور الأدوية المضادة للفيروسات، إذا أصيب شخص ما بفيروس، لم يكن في يد الطبيب شيء يمكن أن يفعله سوى معالجة الأعراض وانتظار المرض حتى يتمم دورته كاملة.
تم طرح أول مجموعة تجريبية من مضادات الفيروسات في فترة الستينيات من القرن العشرين، وكان معظمها يستهدف علاج فيروس الهربس. ومن الجدير بالذكر أن هذه الأدوية كانت تكتشف بطريقة المحاولة والخطأ التقليدية. فقد قام الباحثون بعمل مزارع من الخلايا وحقنها بالفيروس المستهدف. وبعد ذلك، كانوا يعمدون إلى استخدام بعض المواد الكيميائية التي يعتقدون أنها أغلب الظن ستمنع النشاط الفيروسي، وملاحظة ما إذا كان مستوى الفيروس في المزرعة في ارتفاع أم في انخفاض. والمواد الكيميائية التي يبدو أن لها تأثيرًا على الفيروس كان يتم اختيارها لدراستها بشكل أعمق.
ولكن، كانت هذه العملية تستغرق وقتًا طويلاً، لأنها تعتمد على أسلوب عشوائي في اختبار مضادات الفيروسات. هذا بالإضافة إلى أنه في حالة غياب المعرفة الوثيقة بالفيروس وآلية عمله، لم تثبت هذه الطريقة فاعليتها في اكتشاف النوعيات الفعالة من بينها وليس لها سوى القليل من الآثار الجانبية. وفي الثمانينات، وبالتحديد مع اكتشاف التسلسل الجيني الكامل للفيروسات، بدأ الباحثون يتعرفون على كيفية عمل الفيروسات بالتفصيل، وعلى المواد الكيميائية اللازمة لإيقاف الدورة التناسلية الخاصة بها. وبوجه عام، أصبحت الكثير من العلاجات المضادة للفيروسات متوفرة الآن، كما تستغل البحوث الطبية كل ما هو جديد في عالم المعرفة والتكنولوجيا للتوصل إلى المزيد من هذه الأدوية.
الدواء يسمى BP5 وهو مقاوم للفيروسات

## دورة حياة الفيروس
يتكون الفيروس من جينوم وفي بعض الأحيان من بضعة إنزيمات مخزنة داخل غطاء من البروتين (يسمى capsid)، وفي أحيان أخرى يكون له غلاف دهني (يسمى أحيانًا 'envelope'). والفيروسات لا تستطيع التكاثر قائمةً بذاتها، ولذلك فهي تتوالد عن طريق إخضاع خلية عائلة لإنتاج نسخ منها، وهكذا، يظهر الجيل القادم من الفيروسات.
إن الباحثين الذين يطبقون إستراتيجيات «التصميم العقلاني للأدوية» على تصنيع الأدوية المضادة للفيروسات قد حاولوا مهاجمة الفيروسات في كل طور من أطوار دورة حياتها. وقد وجد أن بعض أنواع عيش الغراب تحتوي على العديد من المواد الكيميائية المضادة للفيروسات والتي لها مفعول مضاعَف مماثل.
تختلف دورة حياة الفيروسات بالنسبة لما يتعلق بتفاصيلها الدقيقة حسب نوع الفيروس، ولكنها تشترك جميعًا في نمط عام كالتالي:
- الالتصاق بخلية عائلة
- إفراز جينات فيروسية وربما إنزيمات في الخلية العائلة
- استنساخ المكونات الفيروسية بالاستعانة بآلية عمل الخلية العائلة
- تجميع مكونات الفيروس لتكوين جسيمات فيروسية كاملة
- خروج جسيمات فيروسية لإصابة خلايا عائلة جديدة

## قدرة اللقاحات المحدودة على مكافحة الفيروسات
يساعد اللقاح في تقوية جهاز المناعة بالجسم، بما يمكنه من مهاجمة الفيروسات على نحو أفضل في طور «الجسيم الكامل»، وذلك خارج خلايا الكائن الحي. وتتكون هذه اللقاحات عادةً من نسخة معطلة أو مقتولة من الفيروس. تجدر الإشارة إلى أن هذه اللقاحات، في حالات نادرة، قد تضر العائل عن طريق نشر الفيروس في جسمه بالكامل دون قصد. ولكن، قد تم مؤخرًا تصنيع لقاحات «جزئية» تتكون بشكل أساسي من بروتين تم نزعه من مسبب المرض. وهذا النوع من اللقاحات يعمل على تحفيز جهاز المناعة وإثارته دون الإضرار بالعائل. وفي كلتا الحالتين، عندما يهاجم مسبب المرض الحقيقي الجسم، فإن جهاز المناعة يستجيب له بسرعة ويثبط عمله.
في الحقيقة، للقاحات مفعول قوي على الفيروسات المستقرة، ولكنها تكون محدودة الفائدة فيما يتعلق بعلاج مريض مصاب بالفعل. كما أنها لا تستطيع التعامل بنجاح مع الفيروسات سريعة التحور، مثل الأنفلونزا (حيث يتم تحديث لقاحها كل عام) وفيروس نقص المناعة البشرية. وهنا، يأتي دور الأدوية المضادة للفيروسات، التي لها فائدة خاصة في مثل هذه الحالات.

## الاستهداف في الأدوية المضادة للفيروسات
تكمن الفكرة العامة وراء تصميم الأدوية المضادة للفيروسات الحديثة في تحديد البروتينات الفيروسية ـ أو أجزاء من هذه البروتينات ـ التي يمكن تعطيلها. وينبغي لهذه «الأهداف» بشكل عام أن تكون مختلفة عن أي بروتينات أو أي أجزاء من البروتينات البشرية، للحد من احتمالية ظهور آثار جانبية. غير أن هذه البروتينات يجب أن تكون مشتركة بين العديد من سلالات الفيروس، أو حتى بين الأنواع المختلفة للفيروسات التي تنتمي لعائلة واحدة، بحيث يكون لدواء واحد تأثير واسع النطاق. على سبيل المثال، قد يستهدف أحد الباحثين إنزيمًا مهمًا يتم تكوينه بواسطة الفيروس، وليس المريض، على أن يكون مشتركًا بين سلالات الفيروس، ثم ينظر فيما يمكن عمله لإيقاف نشاطه.
وبمجرد تحديد البروتينات المستهدفة، يمكن الاختيار من بين الأدوية المقترحة، سواء تلك المعروف عنها بالفعل أن لها الفاعلية المطلوبة، أو من خلال تصميم الدواء المرشح على المستوى الجزيئي بواسطة برنامج تصميم بمساعدة الكمبيوتر.
هذا ويمكن تصنيع البروتينات المستهدفة معمليًا لاختبار العلاجات المقترحة، وذلك بواسطة إدراج الجين الذي يقوم بتكوين البروتين المستهدف في البكتيريا أو أنواع أخرى من الخلايا. وبعد ذلك، يتم عمل مزارع للخلايا لإنتاج البروتين بكميات كبيرة، والتي يمكن بعد ذلك تعريضها لأدوية مختلفة وتقييم مفعول هذه الأدوية عن طريق تقنيات «الفحص السريع».

## أساليب مكافحة الفيروس تبعًا لأطوار دورة حياته

### قبل دخول الخلية
من إستراتيجيات مكافحة الفيروسات التدخل في قدرة الفيروس على التسلل إلى الخلية المستهدفة. ولكي يقوم الفيروس بذلك، يجب أن يمر بسلسلة من الخطوات، بداية من الارتباط بجزئ مستقبل معين على سطح الخلية العائلة وانتهاءً بطور «إزالة الغطاء المغلف للمادة الوراثية للفيروس» (Uncoating) داخل الخلية، وخروج محتوياته. كما أن الفيروسات التي لها غطاء دهني يجب أيضًا أن يلتحم غطاؤها هذا بالخلية المستهدفة، أو بالحويصلة التي تنقلها إلى الخلية، وذلك قبل أن تدخل في طور إزالة الغطاء المغلف للمادة الوراثية.
يمكن تثبيط هذا الطور من أطوار حياة الفيروس بطريقتين:
- 1- استخدام عوامل تحاكي بروتين الفيروس (VAP) وترتبط بالمستقبلات الخلوية وربما يشمل ذلك الأجسام المضادة اللاتمييزية الخاصة ببروتين الفيروس واللجائن الطبيعية للمستقبل والأجسام المضادة للمستقبلات.[بحاجة لتوضيح]
- 2-   استخدام عوامل تحاكي المستقبل الخلوي وترتبط ببروتين الفيروس. وتشمل هذه العوامل الأجسام المضادة لبروتين الفيروس والأجسام المضادة اللاتمييزية للمستقبل ومحاكيات المستقبل الخارجية ومحاكيات المستقبل التكوينية.

وفي هذا الصدد، يمكن أن تكون هذه الخطة الخاصة بتصميم أدوية مضادة للفيروسات باهظة التكلفة، ونظرًا لأن عملية إنتاج أجسام مضادة لا تمييزية تعتمد إلى حدٍ ما على أسلوب المحاولة والخطأ، فإنها قد تسير ببطء نسبيًا إلى أن يتم إنتاج جزيء مناسب.

#### مثبطات دخول الفيروس
يتمثل طور مبكر جدًا من أطوار الإصابة بالعدوى الفيروسية في طور دخول الفيروس، والذي فيه يلتصق الفيروس بالخلية العائلة وينفذ داخلها. ويجري في الوقت الحالي تصنيع عدد من الأدوية «المثبطة» أو «المعيقة» لدخول الفيروس بهدف مقاومة فيروس HIV. ففيروس HIV يستهدف بشراسة كرات الدم البيضاء بجهاز المناعة والمعروفة باسم «الخلايا التائية المساعدة» (helper T cells) ويتعرف على هذه الخلايا المستهدفة من خلال مستقبلات موجودة على سطح الخلايا التائية والمعروفة باسم "CD4" و"CCR5".  ولقد عجزت الجهود المبذولة من أجل التدخل في عملية ارتباط فيروس HIV بالمستقبل CD4 عن منع فيروس HIV من إصابة الخلايا التائية المساعدة، لكن لا تزال الأبحاث جاريةً في سبيل محاولة التدخل في عملية ارتباط فيروس HIV بالمستقبل CCR5 على أمل تحقيق ذلك الهدف بشكل أكثر فاعليةً. 

#### مثبطات عملية إزالة الغطاء المغلف للمادة الوراثية للفيروس
لقد تم أيضًا فحص مثبطات لطور إزالة الغطاء المغلف للمادة الوراثية للفيروس.
فقد تم طرح دوائي الأمانتادين والريمانتادين لعلاج فيروس الأنفلونزا. ذلك حيث يعملان على تثبيط طور النفاذ/إزالة الغطاء المغلف للمادة الوراثية للفيروس.
أما البليكوناريل، فيعمل على مقاومة فيروسات الرشح الأنفية التي تسبب نزلات البرد، وذلك من خلال إيقاف نشاط جيب موجود على سطح الفيروس والذي يتحكم في عملية إزالة الغطاء المغلف للمادة الوراثية. وهذا الجيب له نفس الشكل في معظم سلالات فيروسات الرشح الأنفية والفيروسات المعوية التي يمكن أن تسبب الإصابة بالإسهال والالتهاب السحائي والتهاب الملتحمة والالتهاب الدماغي.

### استهداف الفيروس خلال طور تكوينه
هناك أسلوب آخر ألا وهو استهداف العمليات التي تؤدي إلى إنتاج مكونات الفيروس بعد نفاذه داخل خلية ما.

#### الانتساخ العكسي
تتمثل إحدى طرق تثبيط الانتساخ العكسي في إنتاج نظائر نوكليوتيد أو نظائر نوكليوزيد والتي تبدو مماثلة للوحدات البنائية للرنا أو الدنا، ولكنها توقف نشاط الإنزيمات المسئولة عن تكوين الرنا أو الدنا، بمجرد استخدامها. ويرتبط استخدام هذا الأسلوب في الأغلب بتثبيط المنتسخة العكسية (تحويل الرنا إلى الدنا) عن تثبيط نشاط إنزيم النسخ «العادي» (تحويل الحمض النووي DNA إلى RNA).
ويعتبر أول الأدوية المضادة للفيروسات التي حققت نجاحًا، ألا وهو الأسيكلوفير، أحد نظائر النوكليوزيد وله تأثير فعال مضاد لعدوى فيروسات الهربس. كذلك، فإن أول دواء مضاد للفيروسات تتم الموافقة على استخدامه في علاج فيروس العوز المناعي البشري، وهو الزيدوفودين، يعد من نظائر النيوكلوسيد. 
وقد أسهم ارتقاء مستوى المعرفة بشأن آلية عمل المنتسخة العكسية في إنتاج نظائر نوكليوزيد أكثر فاعليةً في علاج العدوى بفيروس HIV. وقد تمت الموافقة على استخدام أحد هذه الأدوية، وهو اللاميفودين، في علاج الالتهاب الكبدي الوبائي فيروس B، وهو الدواء الذي يستخدم إنزيم نسخ عكسي كجزء من عملية النسخ التي يقوم بها. وقد نحى بعض الباحثين بعيدًا عن ذلك الأسلوب وقاموا بإنتاج مثبطات لا تبدو شبيهةً بالنوكليوزيدات، غير أن لديها القدرة على تعطيل نشاط المنتسخة العكسية.
ويتمثل أحد العناصر الأخرى المستهدفة التي يتم وضعها في الحسبان عند إنتاج أدوية مضادة لفيروس HIV في RNase H، الذي يعد أحد مكونات المنتسخة العكسية والذي يعمل على انقسام الـ DNA الذي تم تكوينه من حمض الـ RNA الفيروسي الأصلي.

#### الإنتيجريز
ثمة عنصر آخر مستهدف وهو الإنتيجريز، ذلك الإنزيم الذي يقوم بنقل الـ DNA المتكون إلى جينوم الخلية العائلة.

#### النسخ
بمجرد أن يبدأ عمل الفيروس داخل خلية عائلة، يقوم بإنتاج جزيئات حمض mRNA والتي توجه عملية تكوين بروتينات الفيروس. ويبدأ إنتاج الـ mRNA بواسطة بروتينات تعرف باسم عوامل النسخ. وجاري الآن تصميم عدة أدوية مضادة للفيروسات بهدف منع التصاق عوامل النسخ بالـ DNA الفيروسي.

#### الترجمة/الجزيئات المضادة للانتساخ
إن علم الجينات لم يساعد فقط في تحديد بروتينات أساسية يمكن أن تستهدفها الأدوية المضادة للفيروسات على اختلاف أنواعها، وإنما قد وضع أيضًا أساسًا لابتكار نوع جديد تمامًا من الأدوية، اعتمادًا على جزيئات «مضادة للانتساخ» (antisense molecules). وهي تتمثل في أجزاء من الـ DNA أو الـ RNA والتي تم تصميمها بحيث تكون بمثابة جزيء مكمل للأجزاء المهمة من جينومات الفيروسات، ويساعد ارتباط هذه الأجزاء المضادة للانتساخ بالأجزاء المستهدفة في تعطيل عمل تلك الجينومات. ولقد تم طرح دواء مضاد للانتساخ يحتوي على مركب ثيوتات الفوسفور يحمل اسم فوميفرسين، والذي يستخدم لعلاج التهابات العين الانتهازية عند مرضى الإيدز والناتجة عن فيروس السيتوميجالو المضخم للخلايا، كما أنه جاري تصميم أدوية أخرى مضادة للفيروسات من فئة الأدوية المضادة للانتساخ. ويعد المورفولينو المضاد للانتساخ أحد الأنواع التركيبية من الأدوية المضادة للانتساخ التي قد ثبت نفعها على نحو استثنائي من خلال البحوث في.
ولقد تم إجراء تجارب معملية ثبتت من خلالها فاعلية استخدام مركبات Morpholino oligos في إنتاج أنواع مختلفة من الأدوية التي يمكنها تثبيط العديد من أنواع الفيروسات أهمها:
- الفيروسات الكأسية[7]
- الفيروسات الفلافية (ومن بينها فيروس حمى النيل الغربي)[8]
- حمى الضنك[9]
- فيروس الالتهاب الكبدي الوبائي [10](C)
- الفيروسات الإكليلية[11]

#### الترجمة/الريبوزيمات
غير أن هناك أسلوبًا آخر للعلاج بالأدوية المضادة للفيروسات تأثر بعلم الجينات ويتمثل في مجموعة من الأدوية المعتمدة على الريبوزيمات، وهي عبارة عن إنزيمات تقوم بتقسيم الـ RNA أو الـ DNA الفيروسي عند مواقع محددة. وفي مسار عملها الطبيعي، تستخدم الريبوزيمات كجزء من سلسلة التصنيع الفيروسي، لكن هذه الريبوزيمات المصنعة مصممة بحيث تقوم بتكسير RNA والـ DNA عند المواقع التي من شأنها أن توقف نشاطها.
وهناك أيضًا دواء مضاد للفيروسات يعتمد على الريبوزيمات مفيد في علاج فيروس الالتهاب الكبدي الوبائي (C) قد تم ترشيحه، أما عن فيروس HIV، فإنه جاري تصنيع أدوية مضادة للفيروسات تعتمد أيضًا على الريبوزيمات للتعامل معه. وثمة شكل مختلف لهذه الفكرة، ألا وهو استخدام خلايا معدلة وراثيًا يمكنها إنتاج ريبوزيمات مصممة خصيصًا لتلبية الغرض المطلوب. ويعتبر ذلك جزءًا من مجهود أوسع نطاقًا يهدف لإنتاج خلايا معدلة وراثيًا يمكن حقن خلية عائلة بها لمهاجمة مسببات الأمراض عن طريق توليد بروتينات متخصصة توقف تكاثر الفيروس في أطوار مختلفة من دورة حياته.

#### مثبطات البروتيز
تحتوي بعض الفيروسات على إنزيم يعرف باسم البروتيزالذي يقوم بتكسير سلاسل البروتينات الفيروسية، بحيث يمكن تجميعها في شكلها النهائي. يشتمل فيروس HIV على بروتيز، ومن ثم، فقد تم إجراء عدد كبير من الأبحاث لاكتشاف «مثبطات البروتيز» بهدف مهاجمة فيروس HIV في ذلك الطور من أطوار دورة حياته. ولقد أصبحت مثبطات البروتيز متاحةً في التسعينيات من القرن العشرين، فضلا عن أنه قد ثبتت فاعليتها، مع أنه قد تكون لها آثار جانبية غير معتادة، منها تكون الدهون في أماكن غير معتاد تكونها بها. وهناك مثبطات بروتيز محسنة قيد التصنيع في وقتنا الحالي.
علاوةً على ذلك، فقد تم استخلاص مثبطات بروتيز من عناصر موجودة في الطبيعة. فقد تم استخلاص مثبط بروتيز من فطر الشايتاكي أو Lentinus edodes وهو الاسم اللاتيني له. وقد يفسر وجود مثبط البروتيز هذا ملاحظة تأثير مضاد للفيروسات في فطر الشايتاكي في التجارب التي تم إجراؤها في المعامل.

### طور تجمع مكونات الفيروس
يعمل دواء الريفامبيسين في طور تجمع مكونات الفيروس.

### طور تحرر الفيروس (الخروج من الخلية)
يتمثل الطور الأخير من أطوار دورة حياة الفيروس في طور خروج الفيروسات مكتملة التكوين من الخلية العائلة، وهو الطور الذي قد تم استهدافه أيضًا من قبل مصنعي الأدوية المضادة للفيروسات. وهناك دواءان يحملان اسمي زاناميفير (ريلينزا) وأوسيلتاميفير (تاميفلو) قد تم طرحهما في الأسواق مؤخرًا لعلاج الأنفلونزا واللذان يمنعان خروج الجسيمات الفيروسية عن طريق إعاقة جزئ يحمل اسم النيورأمينيديز والذي يوجد على سطح فيروسات الأنفلونزا، ويبدو ثابتًا أيضًا في نطاق واسع من سلالات فيروس الأنفلونزا.  

## تحفيز جهاز المناعة
تعتمد فئة ثانية من فئات الوسائل المستخدمة في مكافحة الفيروسات على فكرة تحفيز جهاز المناعة على مهاجمة الفيروسات، بدلاً من أن تهاجمها بنفسها بشكل مباشر. وبعض الأدوية المضادة للفيروسات من هذا النوع لا يركز على استهداف أحد مسببات الأمراض على وجه التحديد، وإنما على تحفيز جهاز المناعة بأكمله على مهاجمة مجموعة من مسببات الأمراض.
ويعتبر الإنترفيرون واحد من أفضل الأدوية المعروفة من هذه الفئة، الذي يثبط عملية تكوين الفيروس في الخلايا المصابة. ويشتهر أحد أشكال الإنترفيرون البشري الذي يحمل اسم «إنترفيرون ألفا» بكونه جزءًا من العلاج القياسي لمرض الالتهاب الكبدي الوبائي فيروس B وفيروس C أيضًا، كما أن هناك أبحاثًا جاريةً بهدف محاولة اكتشاف أنواع أخرى من الإنترفيرون يمكن استخدامها في علاج أمراض أخرى عديدة مختلفة.
ومن الأساليب الأخرى الأكثر تحديدًا تصنيع أجسام مضادة، وهي عبارة عن جزيئات بروتينية يمكنها الارتباط بمسبب مرض وتمييزه كي تتم مهاجمته بواسطة عناصر أخرى بجهاز المناعة. بمجرد أن يحدد الباحثون بروتينًا مستهدفًا بعينه على مسبب المرض، يصبح بإمكانهم تصنيع أعداد من الأجسام المضادة المتماثلة «أحادية النسيلة» كي ترتبط بذلك البروتين المستهدف. ويباع في الأسواق في وقتنا الحالي دواء أحادي النسيلة للمساعدة في محاربة الفيروس التنفسي الرئوي المخلوي عند الأطفال الرضع، كما يتم استخدام الأجسام المضادة المستخلصة من الأفراد المصابين بالعدوى كعلاج للالتهاب الكبدي الوبائي فيروس B أيضًا.